# 공한수
공한수(孔漢壽, 1959년 9월 23일~)는 대한민국의 정치인으로, 제41·42대 부산 서구청장이다. 2018년 선거에서 당선되었으며, 2022년 재선되었다.

## 학력
- 남부민초등학교
- 사하중학교
- 부산상업고등학교
- 동아대학교 정치외교학 학사
- 동아대학교 대학원 정치학 석사

## 경력
- 민주 산악회 서구지부 사무국장
- 신한국당 홍인길 국회의원 청년부장
- 한나라당 정문화 국회의원 조직부장
- 한나라당 유기준 국회의원 국회의원 사무국장
- 제16대 국회의원 비서
- 제17,18대 유기준 국회의원 보좌관
- 제17대 박근혜 대통령후보 부산경선대책위원회 서구 본부장
- 2010.07~2014.06: 제6대 부산광역시의회 의원(초선, 서구 제2선거구)
  - 2012.07~2014.06: 제6대 부산광역시의회 후반기 창조도시교통위원회 부위원장
- 제18대 박근혜 대통령후보 중앙선거대책위원회조직총괄본부 광역의원 부산시 본부장
- 2014.07~2018.03: 제7대 부산광역시의회 의원(재선, 서구 제2선거구)
  - 2014.07~2016.06: 제7대 부산광역시의회 전반기 해양교통위원회 위원장
  - 2016.07~2018.03: 제7대 부산광역시의회 후반기 지방분권특별위원회 위원장
- 동아대학교 총동문회 부회장
- 2018.07~: 제41·42대 부산광역시 서구청장(재선, 민선 7·8기)
- 2022.07~2024.06: 부산 구청장·군수협의회 부회장

## 역대 선거 결과
|  | 57.14% |

|  | 61.75% |

|  | 47.74% |

|  | 65.43% |

| 전임 박극제 | 제41·42대 부산광역시 서구청장(민선) 2018년 7월 1일~ |  |